# 南丹隕石

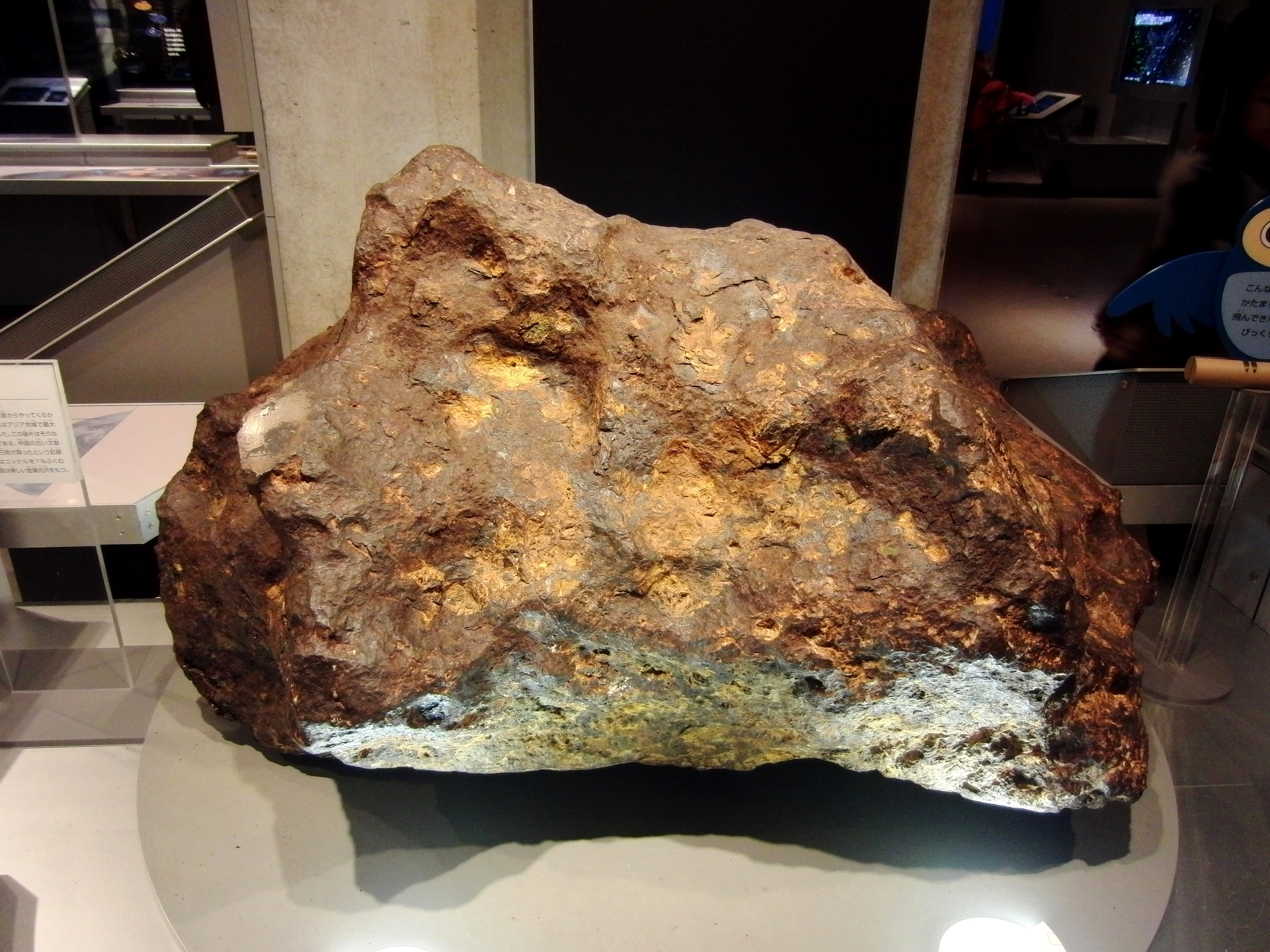
南丹隕石の破片（国立科学博物館の展示）

南丹隕石（なんたんいんせき、Nantan meteorite）は、明時代の1516年に現在の中華人民共和国広西チワン族自治区南丹県北緯25度6分、東経107度42分に落下した記録が残っている鉄隕石である。

## 概要
隕石は大気圏に入って爆発し、中華人民共和国広西チワン族自治区南丹県の北緯25度6分、東経107度42分から28キロメートル×8キロメートルの範囲に破片は落下した。隕石が落ちて来たとき南丹地域にはトン族とヤオ族が居住していた。隕石が落ちて来た際の様子について、古文書には以下のように記されている。
嘉靖11年5月の夏、北西の方角から通常の意思より5倍から6倍の長さの星が落ちてきて、衝突時地面が蛇や龍のように揺れた。光は稲妻のように明るく、数秒で消えた。

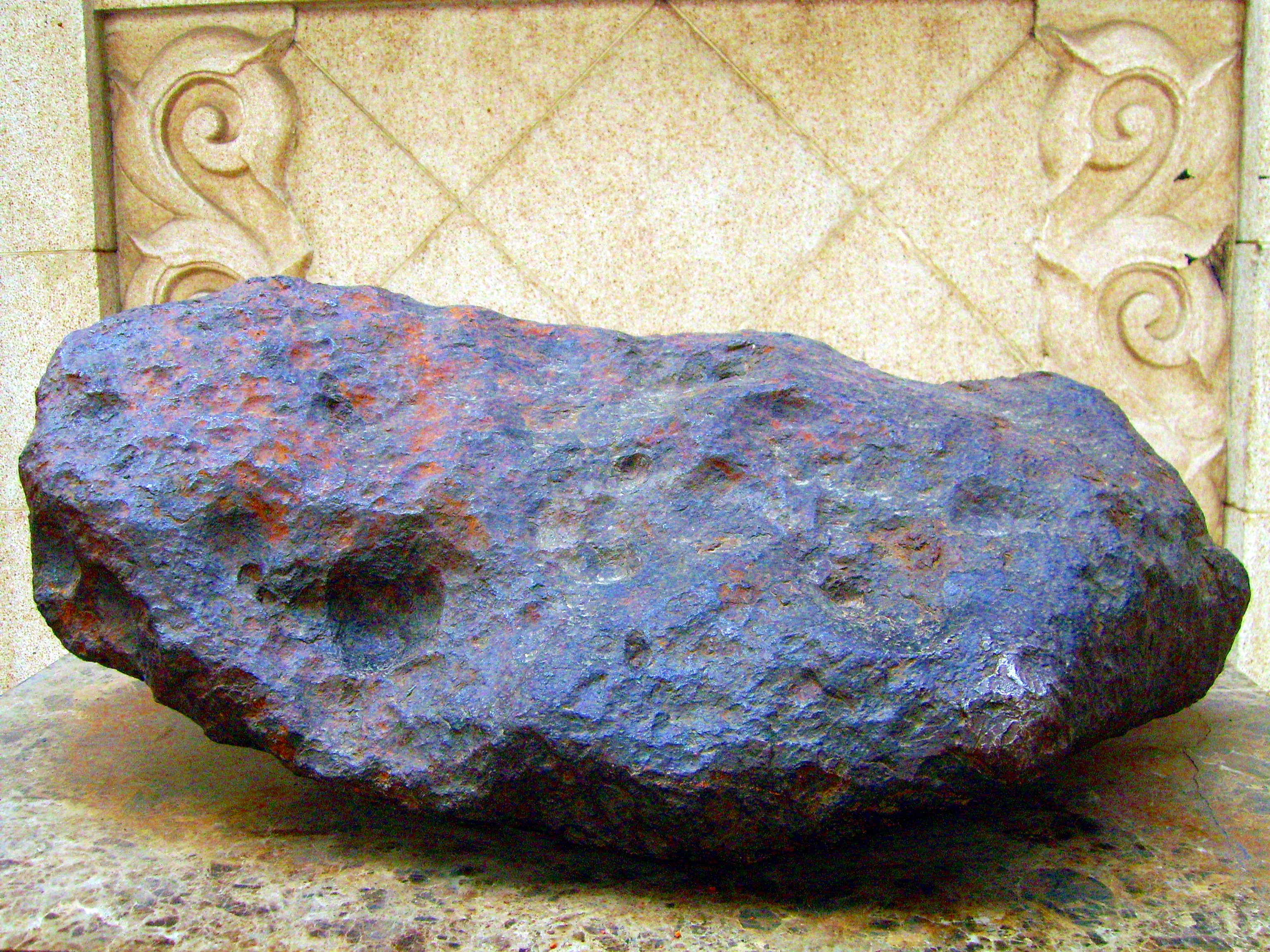
南丹隕石（北京天文館）

隕石の破片は400年間放置されていたが、1950年代後半の大躍進政策に伴う製鋼運動の高まりから1958年に製鉄材料として集められた。しかし、高いニッケルの含有量から融点が高く、製鉄には不適であった。しかし鉄にするために、ほとんどの南丹隕石は液体窒素に浸され、もろくしてから、爆発物によって結晶面に沿って砕かれた。そのことによって、現在大きな南丹隕石の数は少ない。
発見当時としてはアジア最大の隕石雨であった。回収量は9,500キログラムで最大の破片は約2,000キログラムである。IIICDグループのオクタヘドライトに分類される。
化学成分は、鉄92.35% 、ニッケル6.96%で炭素、銅、コバルトなどが含有されている。断面にはギベオン隕石のようなウィドマンシュテッテン構造が見られる。
日本では、1990年の調査で発見された南丹隕石の破片が、国立科学博物館地球館地下に展示されている。
1999年頃の隕石の価格上昇は、南丹隕石も影響を受けた。前述のように南丹隕石は溶かされたりして質が悪いケースが多かったものの、バブルのようなもので後々価値が高騰することを考えて跳ねるように売れた。その結果、南丹隕石のほとんどが錆びのひどい粗悪な物であると判明したり、価格上昇が落ち着くようになるまで、南丹隕石を持つには多くの資金がかかり研究用でもなかなか入手できるものではなかった。